# Luis Ramos (Fußballspieler, 1939)
Luis Ramos (* 9. Oktober 1939; † 12. März 2021) war ein uruguayischer Fußballspieler.

## Verein
Stürmer Ramos gehörte mindestens 1964 und 1966 dem Kader von Nacional Montevideo in der Primera División an. 1964 steht die Teilnahme an den Finalspielen der Copa Campeones de América für ihn zu Buche, in denen Nacional dem argentinischen Vertreter Independiente letztlich die Trophäe überlassen musste. Ramos kam in beiden Finalspielen zum Einsatz. Mit den Bolsos schloss er die Spielzeit 1966 als Uruguayischer Meister ab. Weitere Karrierestation von Ramos war in den 1970er Jahren der Misiones Football Club sowie Deportivo Español in Argentinien, der Racing Club in Montevideo und der venezolanische Verein Estudiantes de Mérida.

## Nationalmannschaft
Ramos war Mitglied der A-Nationalmannschaft Uruguays. Er nahm mit Uruguay auch an der Weltmeisterschaft 1966 teil. Trainer Ondino Viera griff jedoch im Verlaufe des Turniers nicht auf seine Dienste zurück.

## Erfolge
- Uruguayischer Meister: 1966

## Sonstiges
Ramos erlebte im August 2006 und im Februar 2007 zwei familiäre Tragödien, als er kurz nacheinander den Tod seiner beiden als Model arbeitenden Töchter Luisel Ramos (1984–2006) und Eliana Ramos (1988–2007) hinnehmen musste, die beide offenbar durch Herzversagen bzw. Herzinfarkt infolge von Unterernährung verstarben.